# 베이크웰 타르트

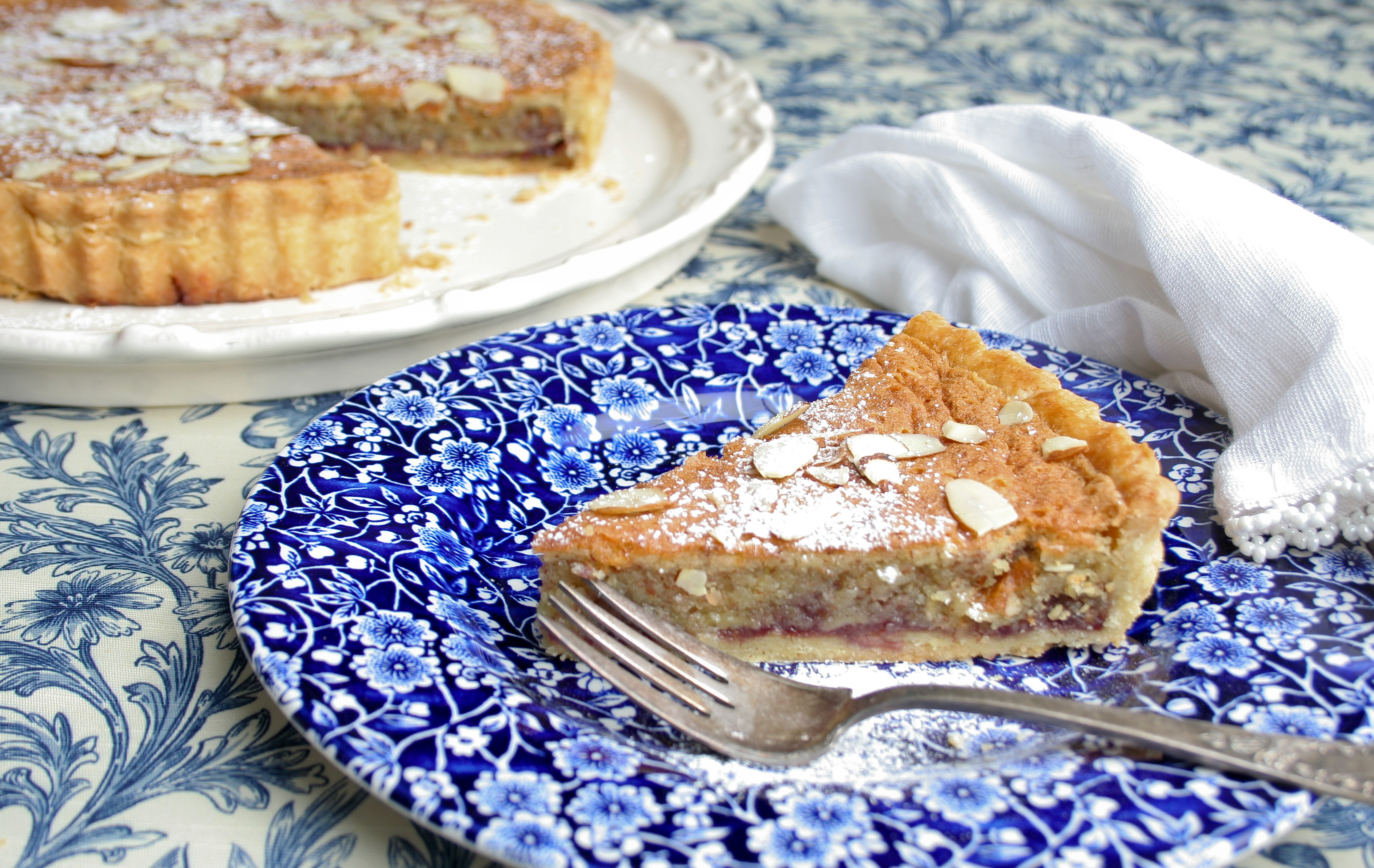
베이크웰 타르트

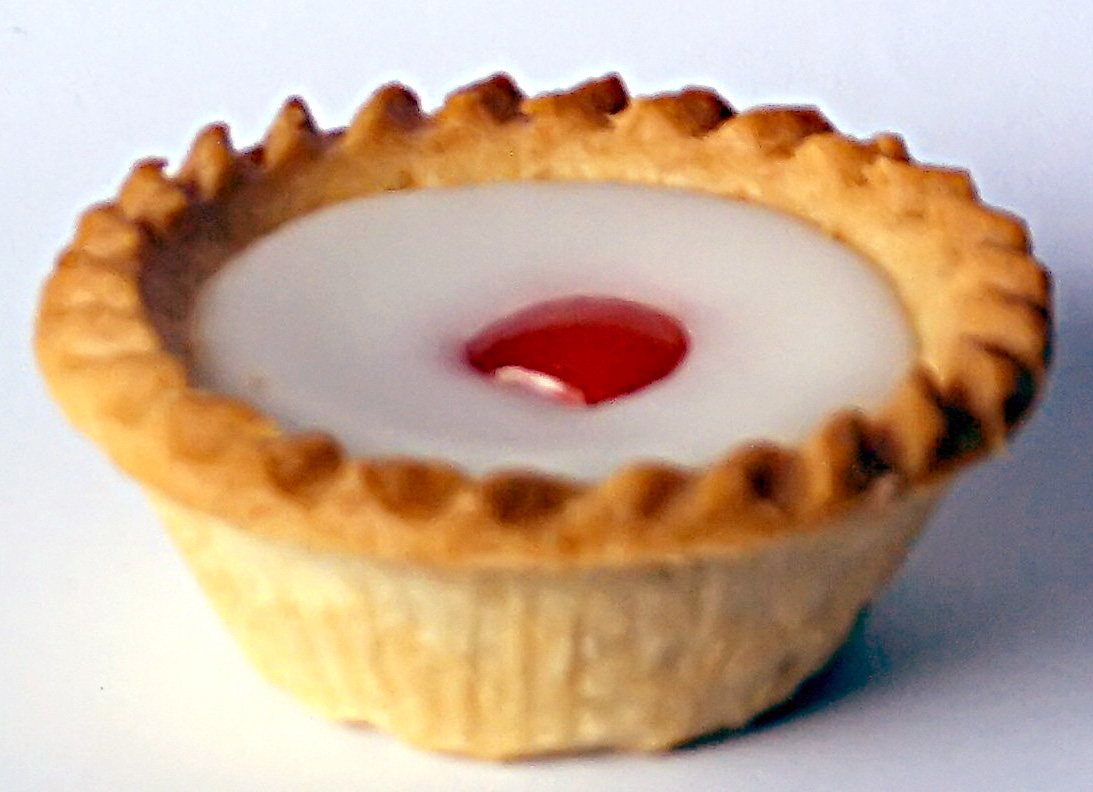
시중에서 판매되는 체리 베이크웰

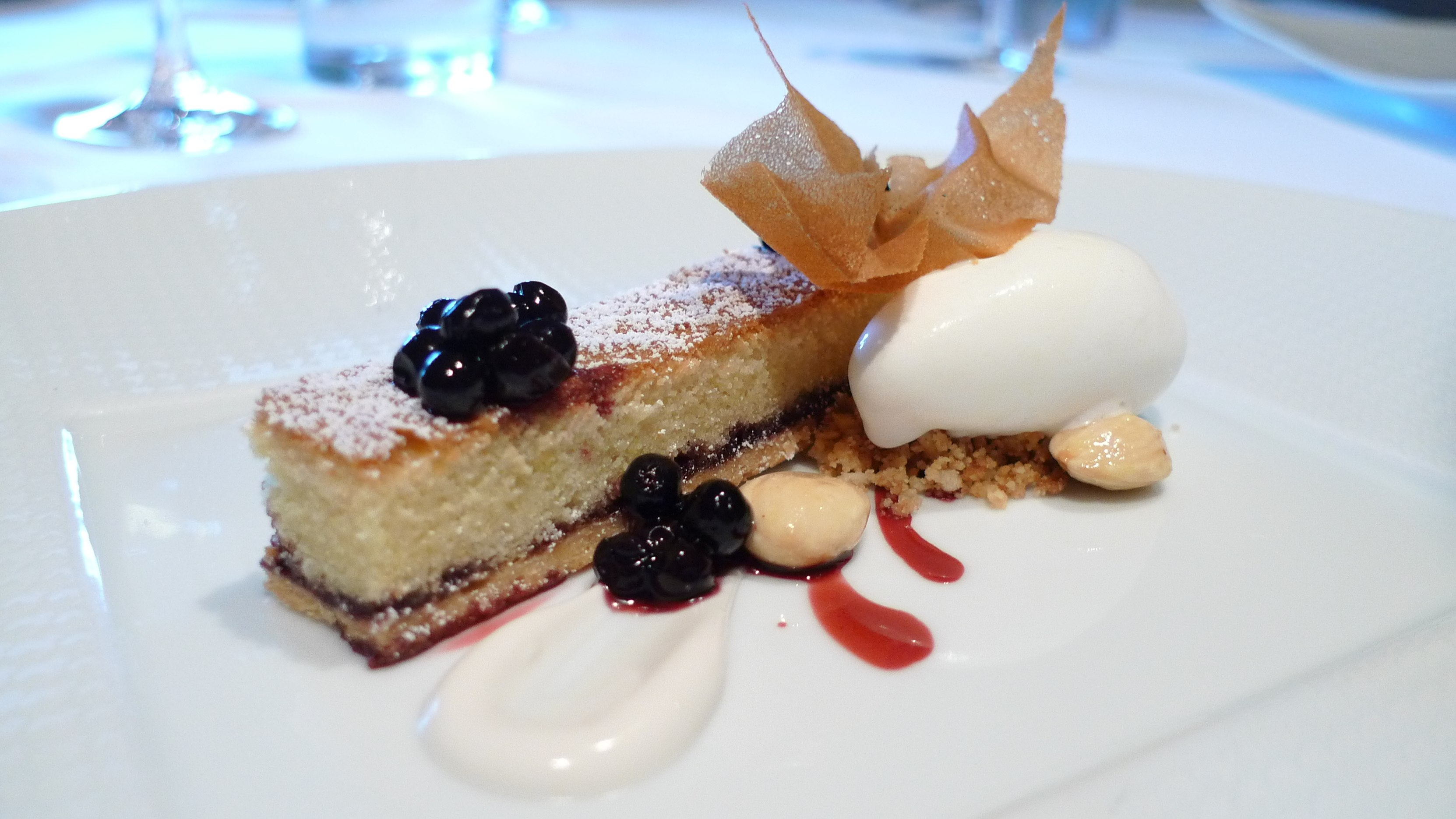
허클베리, 마코나아몬드, 크렘프레슈 세르베를 올린 베이크웰 타르트. 미국 캘리포니아의 레스토랑 '더 프렌치 런더리'에서 제공되는 후식이다.

베이크웰 타르트 (Bakewell tart)는 영국의 과자 중 하나로 쇼트크러스트에 잼과 프랜지페인을 담고 아몬드 조각을 올린 것이다. 원래는 베이크웰 푸딩이라는 요리에서 비롯된 것이며, 영국 더비셔주의 베이크웰이라는 마을의 명물로 유명하나 그곳에서 유래했다는 증거는 없는 것으로 알려져 있다.

## 역사
베이크웰 타르트는 생각보다 늦게 탄생한 과자로, 20세기 들어서 베이크웰 푸딩의 변종으로 만들어진 것이다. 가끔가다가 베이크웰 푸딩과 베이크웰 타르트를 서로 헷갈려 부르기도 하지만, 둘은 엄연히 다른 후식 요리다. 정확히 어디서 유래되었는지에 대한 이야기는 없고, 다만 영국 더비셔주의 베이크웰이라는 마을에서 명물로 취급받고는 있다.

## 변종

### 체리 베이크웰
체리 베이크웰 (Cherry Bakewell)은 프랜지파인 위에 아몬드맛 퐁당을 올리고, 글라세체리 (케이크 장식에 흔히 쓰는 사탕체리)를 반으로 갈라 얹은 것이다. 베이크웰 케이크라고도 한다.

### 글로스터 타르트
영국 글로스터에서도 베이크웰 타르트랑 비슷한 것이 있는데 여기서는 빻은 쌀과 라즈베리 잼, 아몬드유를 재료로 한다. 2013년에는 폴 제임스라는 주의회 의장이 글로스터 역사책에서 '글로스터 타르트'의 레시피를 발견하였고, 글로스터 각지의 박물관에서 해당 메뉴를 재현하여 카페테레아 등에서 판매하고 있다.

## 같이 보기
- 타르트